# La Journée de la jupe
Pour plus de détails, voir Fiche technique et Distribution.
La Journée de la jupe est un téléfilm franco-belge réalisé par Jean-Paul Lilienfeld, tourné en 2008 et sorti en 2009.
D'abord projeté au Festival de la fiction TV de La Rochelle puis à la Berlinale, il a été diffusé le 20 mars 2009 sur Arte avant de sortir en salles le 25 mars 2009.

## Synopsis
Sonia Bergerac est professeur de lettres dans un collège de banlieue. Elle vit difficilement le quotidien de la relation avec ses élèves et elle est en outre fragilisée par le départ de son mari.
Lors d'une répétition pendant un cours de théâtre avec une de ses classes, elle découvre un pistolet dans le sac d'un élève nommé Mouss. Comme elle cherche à s'en emparer, un coup de feu part et blesse ce dernier à la jambe.
Dans la confusion du moment, elle craque et prend une partie de sa classe en otage.
Alors qu'à l'extérieur, les autorités scolaires, policières et politiques peinent à comprendre et à réagir à la situation, Sonia propose à ses élèves sa vision et leur démontre leurs contradictions, à tel point que plusieurs élèves — qui souffrent du système machiste et de la délinquance en vigueur dans la cité — lui apportent une aide plus ou moins directe pour maintenir la situation.
Quand la police lui demande ses revendications, madame Bergerac, adepte du port de la jupe, imagine d'inviter les élèves filles à venir en jupe pendant une journée pour lutter contre l'idée préconçue que les filles en jupe sont des prostituées.
Mais la situation dérape et, alors que la négociation allait réussir, un jeune garçon nommé Mehmet s'empare de l'arme et en tue un autre, Sébastien, qui le menaçait de représailles. Lors de la libération de la classe, un policier déguisé en journaliste caméraman tue délibérément Sonia. À son enterrement, ses anciennes « otages » portent toutes une jupe.

## Fiche technique
Sauf indication contraire, les informations mentionnées dans cette section peuvent être confirmées par la base de données cinématographiques IMDb,  présente dans la section « Liens externes ».
- Titre original : La Journée de la jupe
- Réalisation : Jean-Paul Lilienfeld
- Scénario et dialogues : Jean-Paul Lilienfeld
- Musique : Kohann
- Décors : Olivier Jacquet
- Costumes : Chattoune et Agnès Beziers
- Photographie : Pascal Rabaud
- Son : Emmanuel Croset, Philippe Richard, Hubert Teissedre
- Montage : Aurique Delannoy
- Production : Bénédicte Lesage et Ariel Askénazi
- Sociétés de production[1] :
  - France : Arte, en coproduction avec Mascaret Films, avec la participation de Carrimages 4, avec le soutien de la région Île-de-France
  - Belgique : en coproduction avec Fontana et la RTBF
- Sociétés de distribution[2] : Rezo Films (France) ; Les Films de l'Élysée (Belgique) ; Axia Films Inc. (Québec)
- Budget : 1,5 million d’ €[3]
- Pays de production :  France,  Belgique
- Langue originale : français
- Format[4] : couleur - 35 mm - 1,85:1 (Panavision) - son Dolby SR | Dolby Digital
- Genre : drame
- Durée : 87 minutes
- Dates de sortie[5] :
  - France : 18 septembre 2008 (Festival de La Rochelle) ; 20 mars 2009 (première diffusion sur Arte) ; 25 mars 2009 (sortie nationale)
  - Belgique : 15 juillet 2009[6]
  - Québec : 23 octobre 2009[7]
- Classification[8] :
  - France : tous publics[9]
  - Belgique : tous publics (Alle Leeftijden)[6]
  - Québec : 13 ans et plus (13+ / 13 years and over)[7]

## Distribution

### Personnages principaux
- Isabelle Adjani : Sonia Bergerac
- Denis Podalydès : le brigadier-chef Labouret, négociateur
- Jackie Berroyer : le principal
- Yann Collette : Bechet, le supérieur interventionniste de Labouret

### Élèves de la classe
- Yann Ebongé : Mouss
- Kévin Azaïs : Sébastien
- Karim Zakraoui : Farid
- Sonia Amori : Nawel
- Khalid Berkouz : Mehmet
- Sarah Douali : Farida
- Salim Boughidene : Jérôme
- Hassan Mezhoud : Akim
- Fily Doumbia : Adiy
- Mélèze Bouzid : Khadija

### Personnages secondaires
- Nathalie Besançon : la ministre de l'Intérieur
- Marc Citti : Frédéric Bergerac, le mari de Sonia
- Benaissa Ahouari : le père de Sonia Bergerac
- Malika Kadri : la mère de Sonia Bergerac
- Olivier Brocheriou : Julien
- Anne Girouard : Cécile
- Stéphan Guérin-Tillié : François
- Sarah-Laure Estragnat : la journaliste
- Feliciano López : un homme du RAID
- Jean-Raoul Lacote : un policier
- Régis Romele : le lieutenant du RAID
- Koceila Aït-Ghezali : le copain de Mehmet
- Dominique Caché : un homme du RAID
- Hadjra Fares : la mère de Farid
- Mariam Kaba : la mère de Mouss
- Véronique Ruggia : la mère de Sébastien
- Xiaxing Chang : le père de Kim
- Ahmet Zirek : le père de Mehmet
- Omar Yami : le frère de Sonia
- Gilles Flamand : le perchman
- Laurent Hennequin : un homme du RAID
- Cyrille Kervestin : le caméraman
- Jean-Raoul Lacote : un policier
- Jean Charles Manuel : un homme du RAID
- Bendit Rat : un homme du RAID
- Emmanuel Vieilly : le policier 1
- Cédric Delahays : pompier

## Production

### Tournage
- Dates de tournage : du 24 avril au 7 mai 2008
- Lieu de tournage : au collège Garcia Lorca dans le quartier des Francs-Moisins à Saint-Denis (Seine-Saint-Denis)[10] et à Épinay-sur-Seine pour la salle de cours.

## Distinctions
Entre 2009 et 2010, La Journée de la jupe a été sélectionné 13 fois dans diverses catégories et a remporté 9 récompenses,.

### Récompenses
- Festival de télévision de Monte-Carlo 2009 : Téléfilms - Nymphe d'or de la meilleure actrice pour Isabelle Adjani.
- Festival international des médias de Banff 2009 : Prix Rockie Banff du film conçu pour la télévision pour Jean-Paul Lilienfeld.
- Prix Europa 2009 : Prix Europa de la Fiction TV pour Jean-Paul Lilienfeld, Pascal Rabaud, Bénédicte Lesage, Ariel Askénazi, Arte, Mascaret Films, Fontana et la RTBF.
- Prix Italia 2009 : Prix Italia du meilleur drame télévisé - téléfilms et mini-séries pour Jean-Paul Lilienfeld, Ariel Askénazi et Bénédicte Lesage.
- Brutus du cinéma 2010 : Brutus de la meilleure actrice pour Isabelle Adjani[12].
- César 2010 : César de la meilleure actrice pour Isabelle Adjani.
- Étoiles d'or du cinéma français 2010 : Étoile d’or du premier rôle féminin français pour Isabelle Adjani.
- Globes de cristal 2010 : Globe de Cristal de la meilleure actrice pour Isabelle Adjani.
- Lumières de la presse étrangère 2010 : Lumière de la meilleure actrice pour Isabelle Adjani.

### Nominations
- Brutus du cinéma 2010[12] :
  - Meilleure prestation technique,
  - Meilleure participation exceptionnelle pour Jackie Berroyer.
- César 2010 :
  - Meilleur film pour Ariel Askénazi, Jean-Paul Lilienfeld et Bénédicte Lesage,
  - Meilleur scénario original pour Jean-Paul Lilienfeld.

## Autour du film
Comme quelques rares productions d'Arte, ce téléfilm a d'abord été présenté sur la chaîne avant sa sortie en salles en France. Lors de sa diffusion sur Arte, le film a réuni plus de 2,2 millions de téléspectateurs, avec 9,7 % de part de marché, soit le record d'audience de l’année 2009 pour la chaîne et l'un de ses records historiques. Il était initialement prévu deux prédiffusions sur Arte ; elles avaient été annoncées par la presse télévisée. La seconde diffusion (du 23 mars 2009) a été supprimée ainsi que tous les moyens de diffusion ordinairement utilisés par la chaîne sur le web[réf. nécessaire].
La chaine indique que « suite au succès de la première diffusion sur l'antenne d'Arte de La Journée de la jupe, [elle] a, en concertation avec les producteurs et exploitants de salle, décidé de différer ces rediffusions (le film a été rediffusé les 15 et 22 octobre 2014). » D'après le réalisateur, le film a été diffusé sur Arte faute de financements suffisants pour une sortie en salle de façon habituelle. Le film est sorti au cinéma, quelques jours plus tard, dans cinquante salles dans toute la France ; à l'origine, les diffuseurs n'ont pas été intéressés par une sortie plus large de ce film. Le film a été également présenté en avant-première à la Berlinale 2009.
Le thème du film, son traitement ainsi que les difficultés de diffusion, à la télévision comme en salles, ont suscité un début de polémique : ce film serait-il « politiquement incorrect », surtout quelques mois après le succès de Entre les murs ?
Un élément du scénario (débutant dès 2005), s'est récemment concrétisé. La revendication réclamée au ministre de l'Éducation nationale par le personnage principal, élément qui a d'ailleurs donné son titre au film, a provoqué en France une demande effective de la part d'élèves de certains établissements scolaires, ceci avant même la sortie en salle du film. Cette revendication naît en 2006, au lycée agricole catholique d’Étrelles, à 40 km de Rennes, où l’association Libertés Couleurs, spécialisée dans la prévention des conduites à risques, anime un atelier sur la sexualité. La journaliste Brigitte Chevet suit ces débats et réalise en 2007 le documentaire « Jupe ou pantalon ? » qui montre une culture juvénile marquée par un mélange de puritanisme plus ou moins religieux et une influence du « porno », et qui prend conscience du tabou qu'est devenue la jupe.
Jean-Paul Lilienfeld, réalisateur du film Quatre Garçons pleins d'avenir, a retrouvé dans le casting deux de ses « garçons pleins d'avenir » : Olivier Brocheriou et Stéphan Guérin-Tillié.
Lors de la remise de son prix de meilleure actrice aux Globes de cristal 2010, Isabelle Adjani a dit : « Une jupe, ce n'est qu'un bout de tissu, mais qu'elle soit courte ou qu'elle soit longue, ce symbole peut nous aider à gagner une bataille contre l'obscurantisme, et même contre ce qu'il convient d'appeler la haine des femmes ».
En 2014, des élus lycéens au conseil académique de la vie lycéenne (CAVL) de l'académie de Nantes ont organisé la journée de la jupe en référence au film, suscitant de nombreuses réactions,.
Pour la bande originale, le film utilise trois titres issus de l'album Hypnotic de Kohann. Le titre NAKR, qui soutient le dénouement, et le titre Friantiz (qui figure au générique), ont très largement contribué à faire connaitre la voix de Kohann en Europe. Enfin, le titre Tam tam tam est utilisé comme sonnerie de téléphone du personnage interprété par Isabelle Adjani.[réf. nécessaire]